# إي ثري هاريل بيك 2014
إي ثري هاريل بيك 2014 (بالإنجليزية: 2014 E3 Harelbeke)‏ هو سباق دراجات هوائية أقيم بتاريخ 28 مارس 2014، تكون السباق من 1 مراحل وامتدّ لمسافة 212 كم بسرعة 42.9 كم/س، استغرق السباق 4 ساعة 56 دقيقة 31 ثانية. فاز به السلوفاكي بيتر ساجان.

## الترتيب
| م                     | الدرّاج     | البلد    | الزمن                    |
| --------------------- | ---------- | -------- | ------------------------ |
| الفائز بالترتيب العام | بيتر ساجان | سلوفاكيا | 4 ساعة 56 دقيقة 31 ثانية |